# Dessertes assurées en TGV

Le réseau TGV :
• en bleu et rouge : lignes à grande vitesse ;
• en noir : lignes classiques parcourues par les TGV.

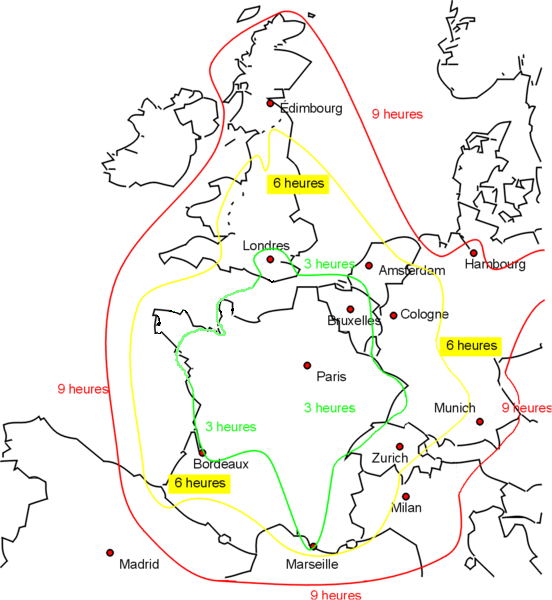
Temps de parcours depuis Paris.

Les dessertes assurées en TGV ont commencé en 1981 quand fut lancé le premier service TGV entre Paris et Lyon, utilisant une partie de la « LGV Sud-Est », dite « ligne nouvelle 1 » (LN1), encore partiellement en construction (achèvement en 1983, avec un temps de parcours entre les deux villes porté de 2 h 40 à 2 h).
Dès l’origine, le service TGV continuait par voie classique vers quelques autres villes du Sud-Est : Marseille, Montpellier et gares intermédiaires. Depuis, le réseau TGV centré sur Paris s’est étendu jusqu’à relier désormais de nombreuses villes françaises, en partie grâce à la construction de lignes nouvelles à grande vitesse vers le sud, l’ouest, le nord, puis l’est de la France depuis le 10 juin 2007. Cependant, le TGV n’atteint certaines villes qu’en poursuivant son parcours sur ligne ferroviaire classique ou aménagée, à des vitesses allant de 160 à 220 km/h (c'est notamment le cas de Toulouse et de Bâle).
Les dessertes en TGV empruntent les lignes nouvelles sur une partie de leurs parcours et continuent sur le réseau classique sur des distances parfois assez longues, y compris dans certains pays voisins de la France. La plupart sont des dessertes radiales partant de Paris ou y arrivant, certaines suivent des relations transversales évitant Paris intra-muros en empruntant la ligne d’interconnexion à l’est de la capitale ou la Grande Ceinture au sud ou même sans desservir l’Île-de-France. Les TGV desservent régulièrement plus de 180 gares en France, dont dix en Île-de-France, et plus de 40 dans les pays limitrophes.
Comme les TER de nombreuses régions depuis l’horaire de décembre 2008, les axes Paris – Bruxelles, Paris – Lille, Paris – Nantes et Paris – Lyon ont des horaires cadencés (départs et arrivées aux mêmes minutes de chaque heure pendant toute la journée).

## Historique
Depuis l’ouverture en deux temps de la LGV Sud-Est (LN1), tronçon sud en septembre 1981 entre le raccordement de Saint-Florentin et Lyon (273 km), tronçon nord (115 km) en septembre 1983, permettant des liaisons entre Paris et le Sud-Est de la France, le réseau de lignes nouvelles n’a pas cessé de s’étendre, tandis que les dessertes vont bien au-delà grâce à la compatibilité avec le réseau classique. La première ligne est un véritable succès commercial et entraîne de nombreux projets de développement.
Les premiers TGV « province-province » sont lancés en 1984 entre Lille et Lyon via la Grande Ceinture, et en 1986 entre Rouen et Lyon. En 1989 et 1990, la LGV Atlantique (LN2) permet au TGV de desservir une cinquantaine de nouvelles villes.
En 1993, c’est au tour de la LGV Nord (LN3) d’ouvrir plus largement le TGV au trafic international, avec l’Eurostar vers Londres et le Thalys vers le Benelux, sans compter les nouvelles gares desservies en France. La LGV Interconnexion Est (partie du projet LN3) permet en 1994 de raccourcir les trajets « province-province », et de desservir d’autres gares franciliennes que les seules gares parisiennes. En 1994 la LGV Rhône-Alpes (LN4) permet de contourner l’agglomération lyonnaise par l’Est et de prolonger la LGV Sud-Est jusqu’à Valence. Une mise en service partielle en 1992 a assuré une desserte du site olympique d’Albertville depuis la gare de Satolas rebaptisée par la suite Lyon-Saint-Exupéry.
La LGV Méditerranée (LN5) permet en 2001 de rapprocher la Méditerranée de Paris, et d’étendre une nouvelle fois le réseau TGV. Des TGV vont également en Suisse et en Italie, respectivement sous les marques Lyria et Artesia.
La LGV Est européenne (LN6), est ouverte le 10 juin 2007. C’est la première ligne financée majoritairement hors SNCF-RFF. Elle étend le réseau vers l’Est de la France, l’Allemagne, le Luxembourg et le nord de la Suisse. À cette date le réseau représente 1 847 km soit 5 % environ du réseau en exploitation en France.
La ligne du Haut-Bugey est rouverte le 12 décembre 2010, après modernisation et électrification, au trafic Lyria Paris – Genève et une partie du trafic intérieur vers la Haute-Savoie. Évitant le détour de ces TGV par Culoz, elle permet un gain de 12 minutes.

## Dessertes nationales, en France
- Dessertes radiales :
  - TGV Sud-Est : de Paris-Lyon à :
    - Lyon-Perrache via Le Creusot-TGV, Mâcon-Loché TGV, Lyon-Part-Dieu ; certains TGV continuent vers Saint-Étienne-Châteaucreux.
    - Dijon-Ville via Montbard ; certains TGV continuent vers Besançon-Viotte, ou Belfort-Montbéliard et Mulhouse, ou Dole-Ville, Mouchard et Frasne.

  - TGV Alpes : de Paris-Lyon à :
    - Grenoble via Lyon-Saint-Exupéry TGV ;
    - Annecy via Mâcon-Loché-TGV, Chambéry, Aix-les-Bains-Le Revard ;
    - Évian-les-Bains via Mâcon-Loché-TGV, Bourg-en-Bresse, Bellegarde, Annemasse, Thonon-les-Bains ;
    - Modane via Chambéry, Saint-Jean-de-Maurienne ;
    - Bourg-Saint-Maurice via Albertville, Moûtiers, Aime-La Plagne, Landry ;
    - Saint-Gervais-les-Bains-Le Fayet via Annemasse, Cluses, Sallanches-Combloux-Megève ;

  - TGV Méditerranée depuis Paris-Lyon par LGV (LN5) jusqu’à :
    - Marseille-Saint-Charles, via Lyon-Saint-Exupéry, Valence-TGV, Avignon-TGV et Aix-en-Provence-TGV ; certains TGV continuent, par voie classique, jusqu’à Toulon et Hyères, et jusqu’à Nice-Ville via Toulon, Les Arcs, Saint-Raphaël, Cannes et Antibes.
    - Nîmes, puis Montpellier Saint Roch (voire Perpignan) par voie classique.

  - TGV Méditerranée depuis Paris-Lyon, par ligne classique à partir de Saint-Marcel-lès-Valence, jusqu'à :
    - Valence-Ville, Montélimar, Orange, Avignon-Centre, Arles et Miramas ;

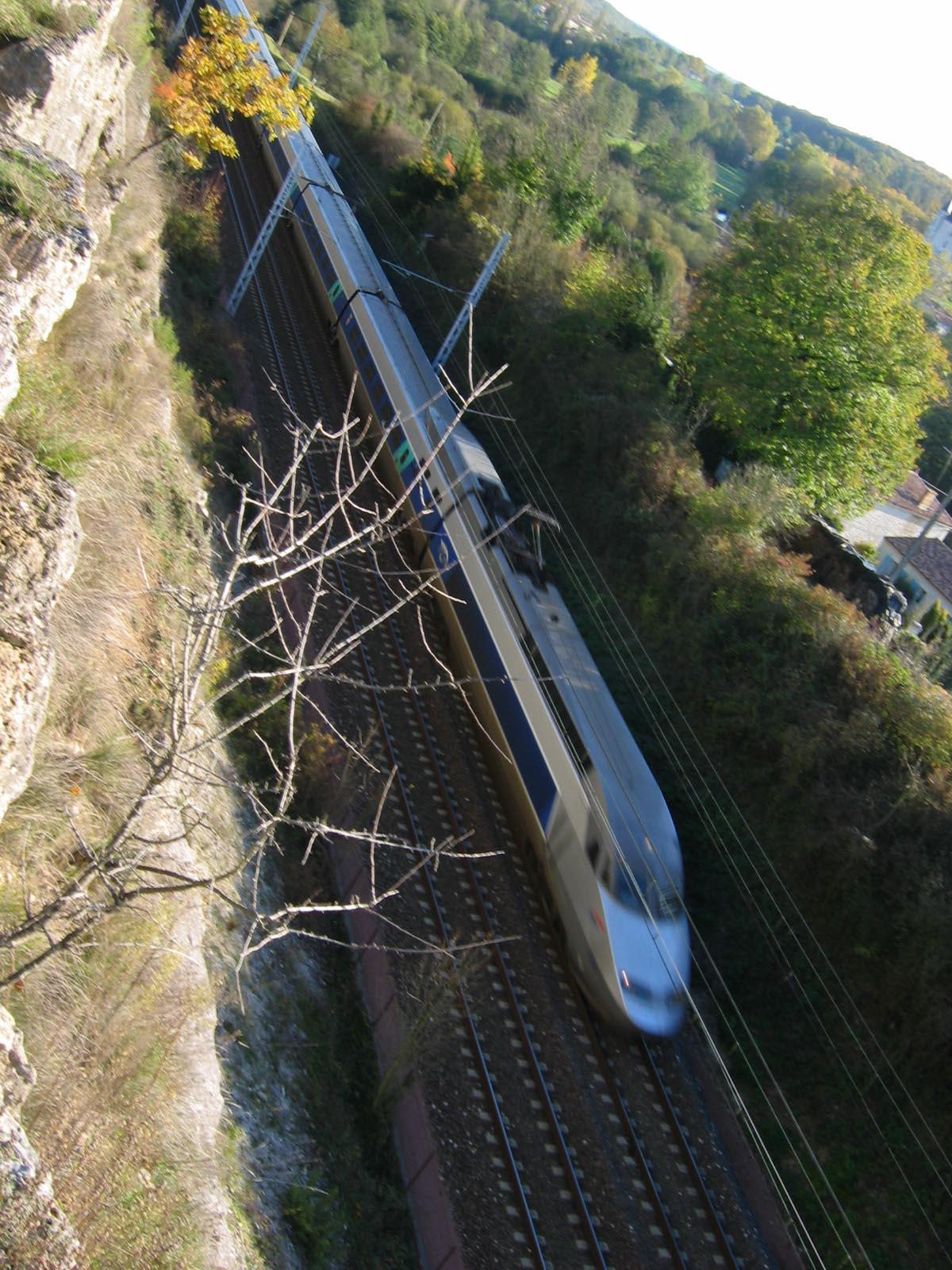
TGV Atlantique en direction de Paris, à Mouthiers-sur-Boëme (Charente, France).

- - TGV Atlantique depuis Paris-Montparnasse dessert :
    - Tours, Saint-Pierre-des-Corps à grande vitesse, via Massy-TGV et Vendôme-TGV ; puis sur LGV Sud Europe Atlantique ou ligne classique aménagée :
      - le Futuroscope, Châtellerault, Poitiers, Ruffec, Angoulême, Libourne et Bordeaux Saint Jean ;
      - La Rochelle, via Poitiers, Saint-Maixent-l’École, Niort, Surgères ;
      - Arcachon, via Bordeaux, Facture-Biganos et La Teste ;
      - Toulouse, via Bordeaux, Agen et Montauban ;
      - Hendaye, via Bordeaux, Dax, Bayonne, Biarritz et Saint-Jean-de-Luz. À Hendaye, correspondances vers Saint-Sébastien.
      - Tarbes, via Dax, Orthez, Pau et Lourdes ;

    - Le Mans à grande vitesse jusqu’à Connerré à l’est du Mans ; puis sur LGV Bretagne-Pays de la Loire ou ligne classique aménagée :
      - Rennes, via Laval et Vitré ; certains sont prolongés jusqu’à Saint-Malo, Brest ou Lannion via Saint-Brieuc, Plouaret-Trégor, Guingamp, Morlaix et Landerneau, et jusqu’à Quimper via Redon, Vannes, Auray, Lorient, Quimperlé et Rosporden ;
      - Nantes, via Sablé-sur-Sarthe et Angers ; certains sont prolongés jusqu’au Croisic ;
      - Sables-d'Olonne, via La Roche-sur-Yon et Nantes. De 2000 à 2004, certains TGV Atlantique étaient prolongés de Nantes aux Sables-d'Olonne sur une ligne non électrifiée, tractés par des locomotives diesel CC 72000. Grâce à l’électrification de cette ligne, les TGV directs Paris-Les Sables-d'Olonne sont de retour depuis le 14 décembre 2008.

  - TGV Nord Europe depuis Paris-Nord, dessert :
    - Lille (gares de Lille-Europe et Lille-Flandres) ; des services continuent vers Tourcoing via Croix - Wasquehal et Roubaix, vers Calais-Ville, Boulogne-Ville, Étaples-Le Touquet et Rang-du-Fliers-Verton, via Calais-Fréthun, ainsi que vers Dunkerque via Cassel ;
    - Arras à grande vitesse ; puis sur ligne classique :
      - Lens, Béthune, Hazebrouck et Dunkerque ;
      - Douai et Valenciennes ;

  - TGV Est européen depuis Paris-Est, dessert :
    - Reims (gares de Reims et de Champagne-Ardenne - TGV) ; certains continuent par ligne classique vers Rethel, Charleville-Mézières et Sedan ;
    - Bar-le-Duc via Châlons-en-Champagne et Vitry-le-François ;
    - Metz, sur LGV puis sur ligne classique à partir de Vandières ; certains services continuent par ligne classique vers Thionville et Luxembourg ;
    - Nancy, sur LGV puis sur ligne classique à partir de Vandières ; certains services continuent par ligne classique vers Épinal et Remiremont (pour Gérardmer et Plombières), Lunéville et Saint-Dié-des-Vosges, ou Sarrebourg, Saverne et Strasbourg ;
    - Strasbourg ; certains services continuent par ligne classique vers Sélestat et Colmar ;

- Dessertes transversales (certaines ont la particularité d'être internationales, en desservant en outre la Belgique ou le Luxembourg) :
  - empruntant la LGV Interconnexion Est (contournant Paris par l’est et desservant les gares de Roissy et Marne-la-Vallée-Chessy) :
    - Bruxelles-Midi - Montpellier (avec prolongement à Perpignan), via Lille, Lyon et Nîmes ;
    - Bruxelles-Midi - Marseille, via Lille et Lyon ;
    - Strasbourg - Bruxelles ;

  - transitant par Massy-TGV :
    - Marseille / Montpellier - Nantes et Marseille / Montpellier - Rennes, via Lyon-Part-Dieu et Le Mans ;
    - Nantes - Bourg-Saint-Maurice pendant les vacances scolaires d’hiver ;

  - transitant par Massy-Palaiseau :
    - Marseille - Lyon - Le Havre, via Versailles-Chantiers, Mantes-la-Jolie et Rouen-Rive-Droite ;

  - empruntant la LGV Interconnexion Est et transitant par Massy-TGV :
    - Lille - Nantes et Lille - Rennes via Le Mans ;
    - Strasbourg - Bordeaux via Lorraine-TGV et Poitiers ;
    - Strasbourg - Nantes via Champagne-Ardenne TGV et Le Mans ;
    - Strasbourg - Rennes via Lorraine-TGV et Laval ;

  - autres dessertes transversales :
    - Marseille - Genève via Lyon-Part-Dieu (Lyria) ;
    - Nice - Lyon-Part-Dieu (- Nancy via Strasbourg) ;
    - Marseille / Montpellier / Lyon - Strasbourg / Metz / Luxembourg, via Mulhouse ;
    - Toulouse - Lyon-Part-Dieu, via Montpellier.

## Dessertes internationales
Désireux de partager le succès du réseau français, des pays voisins ont raccordé leur réseau avec celui-ci. Le TGV dessert ainsi le Royaume-Uni sous la marque Eurostar, l'Allemagne, la Belgique et les Pays-Bas (sous la marque Eurostar — ex-Thalys — au départ de Paris-Nord, ou TGV inOui pour la province française au départ de Bruxelles-Midi et une partie de l'Allemagne depuis Paris-Est), l'Espagne jusqu'à Barcelone, mais aussi la Suisse sous la marque Lyria et l'Italie (sous la marque Artesia jusqu'en fin 2011). Ces dessertes sont assurées par la SNCF dans le cadre de partenariats internationaux, pour lesquels des structures ad hoc ont été créées sous forme de sociétés ou GEIE. Enfin, des correspondances sont aménagées pour la desserte de la Scandinavie, de la Pologne et de la Russie, ou encore vers le Portugal (entre autres).

### Eurostar: France, Royaume-Uni, Belgique, Pays-Bas et Allemagne
Eurostar désigne originellement les liaisons entre Paris ou Bruxelles (puis Amsterdam) et Londres, via Lille et le tunnel sous la Manche. Le 1er octobre 2023, les services jusqu'alors exploités sous la marque Thalys ont été repris par Eurostar, dont le réseau a ainsi été complété.
- Au départ de Londres-Saint-Pancras (correspondances depuis et vers Édimbourg, Glasgow, Aberdeen, Inverness, Bristol, Liverpool, Manchester, Leeds, York, Newcastle upon Tyne, etc.), Eurostar dessert directement :
  - Paris-Nord ;
  - Bruxelles-Midi (correspondances depuis et vers Cologne, ou Francfort-sur-le-Main) ;
  - Amsterdam-Central via Rotterdam-Central ;
  - Lille-Europe (correspondances quai-à-quai depuis et vers Lyon, Marseille, Montpellier, Strasbourg, Rennes, etc., ainsi que Bourg-Saint-Maurice en hiver).

- Au départ de Paris-Nord :
  - Bruxelles-Midi ;
  - Cologne via Bruxelles-Midi, Liège et Aix-la-Chapelle. À Cologne, correspondances assurées par trains ICE vers Berlin et Hambourg ;
  - la Ruhr, à la suite de la desserte de Cologne : Düsseldorf, Duisbourg, Essen et Dortmund ;
  - Amsterdam-Central via Bruxelles-Midi, Anvers, Rotterdam et Schiphol.

- Au départ d'Amsterdam-Central et Bruxelles-Midi :
  - Marne-la-Vallée via Roissy ;
  - Marseille (via Valence, Avignon et Aix-en-Provence), uniquement en service saisonnier, les samedis de fin juin à fin août ;
  - les Alpes : Bourg-Saint-Maurice via Chambéry, Albertville, Moûtiers, Aime-La Plagne et Landry, également en service saisonnier, les samedis de décembre à avril.

### TGV Lyria: France – Suisse
Lyria est une filiale commune de la SNCF et des CFF, qui gère les dessertes au départ de Paris-Gare-de-Lyon vers la Suisse :
- Genève (– Lausanne) via Bourg-en-Bresse et Bellegarde ;
- Lausanne, via Dijon, Dole, Mouchard, Frasne et Vallorbe ;
- Zurich via Dijon, Belfort - Montbéliard TGV, Mulhouse et Bâle.

### DB SNCF Voyageurs en coopération: TGV inOui / ICE France – Allemagne
Au départ de Paris-Est :
- Sarrebruck – Kaiserslautern – Mannheim – Francfort-sur-le-Main[3] (TGV inOui / ICE).
- Strasbourg – Karlsruhe – Francfort-sur-le-Main / Stuttgart[3] (TGV inOui / ICE), avec prolongement quotidien vers Ulm, Augsbourg et Munich[3] (TGV inOui).

Au départ de Marseille, via Strasbourg : Karlsruhe – Mannheim – Francfort-sur-le-Main (TGV inOui).
En 2022, après quinze ans d'existence, le réseau DB SNCF en coopération a transporté 25 millions de voyageurs. Par ailleurs, une relation TGV inOui estivale Bordeaux – Francfort-sur-le-Main (via Strasbourg) est mise en place en juillet 2023.
Le 16 décembre 2024, une liaison ICE Paris – Berlin (via Strasbourg, Karlsruhe et Francfort-sur-le-Main) est lancée,.
Par ailleurs, la desserte quotidienne de Fribourg-en-Brisgau en TGV inOui — via Strasbourg — n'est pas effectuée dans le cadre de cet accord commercial (car elle est réalisée en open-access), bien qu'elle relie la France à l'Allemagne.

### TGV inOui France – Italie
Depuis le démantèlement d'Artesia, filiale commune de la SNCF et de Trenitalia, fin 2011, la SNCF a repris seule la desserte franco-italienne diurne, avec trois départs quotidiens en TGV vers : Turin et Milan, via Chambéry et Modane. À partir de décembre 2021, cette liaison est concurrencée par le service Frecciarossa lancé par Trenitalia France,.
Depuis fin 2014, un départ quotidien était effectué depuis la gare de Lyon-Part-Dieu afin de promouvoir les échanges entre la région Rhône-Alpes et Milan en vue de l'exposition universelle. Un arrêt à la gare de Rho-Fiera est alors réalisé, pour desservir au mieux le lieu des expositions.
À Turin ou Milan, correspondances, par trains à grande vitesse Frecciarossa et Italo, vers Gênes, Rome et Naples, Florence, Vérone et Venise.

### TGV inOui France – Espagne
Depuis la dissolution de Renfe-SNCF en Coopération en décembre 2022, la SNCF exploite seule le TGV inOui Paris-Gare-de-Lyon – Barcelone-Sants ; les AVE Lyon-Part-Dieu – Barcelone-Sants et Marseille-Saint-Charles – Barcelone-Sants – Madrid-Atocha sont alors supprimés. Toutefois, la compagnie espagnole Renfe relance ces deux dernières liaisons à partir de juillet 2023, dans le cadre de l'ouverture à la concurrence.

## Liaisons abandonnées
Malgré le succès du TGV, certaines liaisons ont été abandonnées (pour diverses raisons, notamment le manque de clientèle) :
TGV radiaux :
- Paris – Belfort via Besançon-Viotte (liaison rétablie depuis via Besançon Franche-Comté TGV et Belfort - Montbéliard TGV, en direction de Mulhouse)
- Paris – Cambrai[13]
- Paris – Commercy[14]
- Paris – TGV Haute-Picardie
- Paris – Saumur[15]
- Paris – Saint-Omer[16]
- Paris – Toul (jusqu'en juin 2011, par prolongement d'un Paris – Nancy)
- « TGV Yonne-Méditerranée » : Melun – Sens – Laroche - Migennes – Lyon – Marseille
- Paris – Chalon-sur-Saône[17]

TGV intersecteurs :
- Cherbourg – Lille
- Cherbourg – Dijon
- Grenoble – Lille
- Grenoble – Nantes
- Le Havre – Strasbourg
- Tours – Lille via Les Aubrais
- Lyon – Poitiers
- Bordeaux – Lyon (– Dijon), via Toulouse
- Brive-la-Gaillarde – Lille
- Marseille – Toulouse – (Bordeaux)
- Toulouse – Lille
- Lille – Le Croisic[18]
- Marseille – Annecy
- Nice – Marseille – Lyon – Dijon – Nancy – Metz
- Toulouse – Dijon – Nancy
- Montpellier – Metz via Lyon, Dijon et Nancy
- Lille – Mulhouse[19]
- Lyon-Perrache – Nancy via Marne-la-Vallée

TGV internationaux :
- Montpellier – Genève via Lyon-Part-Dieu (Lyria)
- Nice – Genève via Toulon, Marseille et Lyon
- Paris – Irun via Bordeaux (liaison désormais limitée à Hendaye)
- Genève – Lille (Lyria)
- Paris – Berne (– Interlaken) via Dijon, Mulhouse, Bâle et Olten (Lyria)
- Paris – Berne via Dijon, Dole, Frasne, Pontarlier et Neuchâtel (Lyria)
- Paris – Mons – Charleroi – Namur – Liège (Thalys)
- Paris – Bruges – Ostende (Thalys)
- Lille – Bruxelles – Anvers – Rotterdam – Amsterdam (Thalys)
- Paris – Fribourg-en-Brisgau via Dijon et Mulhouse (en fait, ce train circule désormais via Strasbourg et Offenbourg)
- Marseille – Bâle via Lyon, Dijon et Mulhouse
- Paris – Monaco – Menton – Vintimille, desserte qui avait été limitée à Menton puis supprimée (ainsi, plus aucun TGV ne dépasse Nice)
- Toulouse – Barcelone (lancée en 2013 dans le cadre de Renfe-SNCF en Coopération) : liaison d'abord abandonnée l'hiver dès 2016, puis totalement supprimée à partir de 2020[20]
- Londres – Lyon – Avignon – Marseille (Eurostar). Bien que cette suppression effectuée en 2020 soit temporaire, elle pourrait néanmoins être définitive[21]
- Bruxelles – Lille – Nice
- Bruxelles – Bordeaux (Thalys estival et TGV inOui régulier)
- Londres – Marne-la-Vallée (Eurostar)[22]
- Londres – Bourg-Saint-Maurice (Eurostar hivernal)
- Bordeaux – Fribourg-en-Brisgau

Une autre liaison, projetée, n'a jamais vu le jour : Paris – Royan (nécessitant l'électrification de la section Niort – Royan, non effectuée).